# Comunitat climàcica
S'anomena comunitat climàcica o clímax l'estadi final que experimenta una comunitat vegetal al llarg de la seva successió. Se la considera com l'asímptota cap a la que tendeix un ecosistema determinat al llarg del seu desenvolupament. Es pren com a referència el clima per situar la clímax en el cas de la vegetació zonal, i com a referència el subsol pel que fa a la vegetació permanent.
És un ecosistema madur, és a dir molt organitzat i complex, on convergeixen sovint diferents sèries de comunitats. Així per exemple, un alzinar, la clímax per a les contrades mesomediterrànies, s'hi pot arribar a partir de l'evolució de comunitats vegetals que es troben en condicions inicials molt diferents.
Frederic Clements, especialista americà en ecologia vegetal de la primera meitat del segle xx, va treballar principalment en el camp de la successió vegetal, i es considera que va ser el creador del concepte de "comunitat climàcica". Ell la va definir com la comunitat que millor s'adapta a les condicions ecològiques d'una determinada zona, i que per tant seria l'etapa final ideal de la successió vegetal. Partint d'aquest concepte va estudiar les causes que poden produir desviacions d'aquesta estructura ideal.